# 神奈川県立白山高等学校
神奈川県立白山高等学校（かながわけんりつ はくさんこうとうがっこう）は、神奈川県横浜市緑区白山に所在する公立の高等学校。普通科と美術科を設置している。緑区と旭区、また数十メートル先に保土ケ谷区が隣接する丘の上に建っている。

## 設置学科
- 普通科
- 美術科（平成28年度入学者までは普通科美術コース）

## 沿革
- 1976年 創立。現所在地に校舎がなく神奈川県立市ヶ尾高等学校の仮校舎から始まった

創立からかなりの間、沿線住民の反対等があったことともかさなりバス路線が開設できず、本校舎（現在の場所）に拠点が移転しても、バス路線開設までは特例で最寄り駅からのタクシー通学が認められていた。
多くの理由は通学には最寄り駅のJR横浜線鴨居駅から30分以上徒歩しかなく、通学路のほとんどが急坂が続く所である。
校歌一番の歌詞にはその様子をうかがえる。また、宅地造成が進んでいない頃は天気が良いと富士山も見ることができた。（現在は近くに建物ができたため見られない）
- プールが出来る前(1991年以前)には土俵があった。
- 1988年 (昭和63年) 36学級1,656人　当年度で開校以来最大在籍生徒数を記録
- 1991年 9月には学区の横浜北部学区では2番目にコンピュータルームが完成

当時、PC以外にLDやビデオデッキが完備されていたため、パソコンの部活動以外に英語の授業等で利用されていた。（現在は別教室になっている。）
- 創立20周年行事の一環として当時の教諭らが、テレビ東京系列の番組「浅草橋ヤング洋品店」に応募したとの事、番組側で採用され「ナカノヒロミチ」デザインである現在の制服に変更、翌年度新入生全員が対象となるが、当年度新入生までは原則旧制服（紺のブレザーと赤紫に白い刺繍で校章を施したネクタイ制服）だった。

制服を替えた翌年(平成6年度入学)、当校への志望者数が急増したため、志願倍率の面では神奈川県内有数の「狭き門」の一つとなった。
- 2001年（平成13年）9月に校門の近くに大きな穴窯（焼き窯）がある。

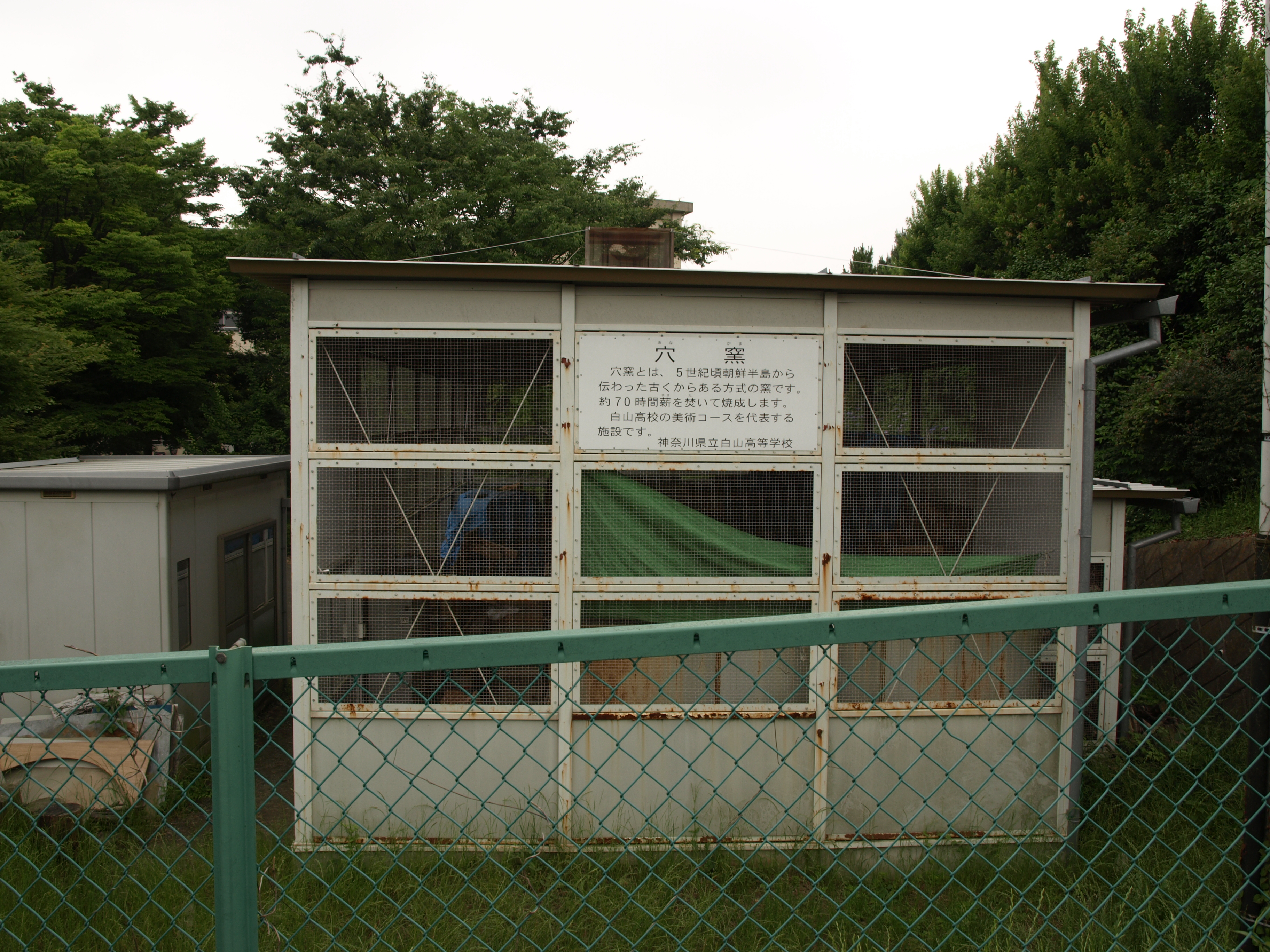
穴窯（焼き窯）

穴窯が最初に作られたのは 1994年（平成6年）に東門(竹山団地側にある通学通用門だがのちに閉鎖）近くの空き地に美術教諭が中心となり完成した。
- 1996年 国際教養コース設立
- 2002年 国際教養コースより美術コースが分離独立、3コース体制となる

当年度(平成14年度)では開校以来最低在籍生徒数 18学級668名 を記録。
- 2015年 国際教養コース廃止。2コース体制に変更
- 2017年 美術コースを美術科に改編
- 2020年 第93回選抜高等学校野球大会の21世紀枠県候補校に野球部が選出される。

## 交通
出典 : 
| 乗車駅           | のりば             | 系統 | 下車停留所                                                | 運行事業者        |
| ---------------- | ------------------ | ---- | --------------------------------------------------------- | ----------------- |
| JR横浜線鴨居駅   | 2                  | 12   | 白山高校正門前 反対側から乗車した場合は 白山高校、徒歩2分 | ■横浜市営         |
| JR横浜線鴨居駅   | 2                  | 119  | 白山高校正門前 反対側から乗車した場合は 白山高校、徒歩2分 | ■横浜市営 ■神奈中 |
| JR横浜線鴨居駅   | 2                  | 鴨02 | 白山高校正門前 反対側から乗車した場合は 白山高校、徒歩2分 | ■神奈中           |
| 相鉄本線鶴ヶ峰駅 | 1                  | 峰03 | 白山高校、徒歩2分                                         | ■神奈中           |
| 相鉄本線鶴ヶ峰駅 | 8                  | 旭12 | 旭台、徒歩13分                                            | ■相鉄             |
| JR横浜線中山駅   | 南口・交番前       | 中55 | 中山車庫、徒歩3分                                         | ■神奈中           |
| JR横浜線中山駅   | 南口2              | 275  | 白山通り、徒歩5分                                         | ■横浜市営         |
| 相鉄本線西谷駅   | 国道16号八王子方向 | 248  | 千丸台団地、徒歩15分                                      | ■横浜市営         |

## 旧学区
2005年度（平成17年度）の学区撤廃以前は横浜北部学区に属していた。所属学校は以下の通り。
- 神奈川県立市ヶ尾高等学校
- 神奈川県立荏田高等学校
- 神奈川県立川和高等学校
- 神奈川県立霧が丘高等学校
- 神奈川県立新栄高等学校
- 神奈川県立田奈高等学校
- 神奈川県立白山高等学校
- 神奈川県立元石川高等学校

## 著名な出身者
- 阿部寛 - 俳優
- いのまたむつみ - イラストレーター
- 小松拓也 - 俳優
- 福田峰之 - 元衆議院議員、自民党所属（比例代表南関東ブロック選出）
- 富樫吉樹 - テレビ神奈川（tvk）アナウンサー
- 藤原いくろう - ミュージシャン、1年間だけ音楽講師を担当。
- 武田梨奈 - 女優

## 著名な教職員・関係者
- 村田浩明 - 同校硬式野球部元監督